# Кананаскис
Кананаскис — деревня, расположенная в округе Кананаскис, провинция Альберта, Канада.
В округе Кананаскис в 1988 году проходили соревнования по горным лыжам и фристайлу , в 2002 году проходил 28-й саммит G8.

## 51-й саммит G7
В этой деревне с 15 по 17 июня 2025 года проводился 51-й саммит G7.

## Информация

### Язык
Официальный язык — английский.

### Часовой пояс
Часовой пояс — UTC-7.

### Климат
Кананаскис имеет сухой континентальный климат с тёплым летом и холодной зимой. Область открыта для холодных арктических погодных систем с севера, которые часто приводят к крайне низкой температуре в зимнее время. Так как фронты между воздушными массами смещаются на север и на юг через Альберту, температура может быстро измениться.

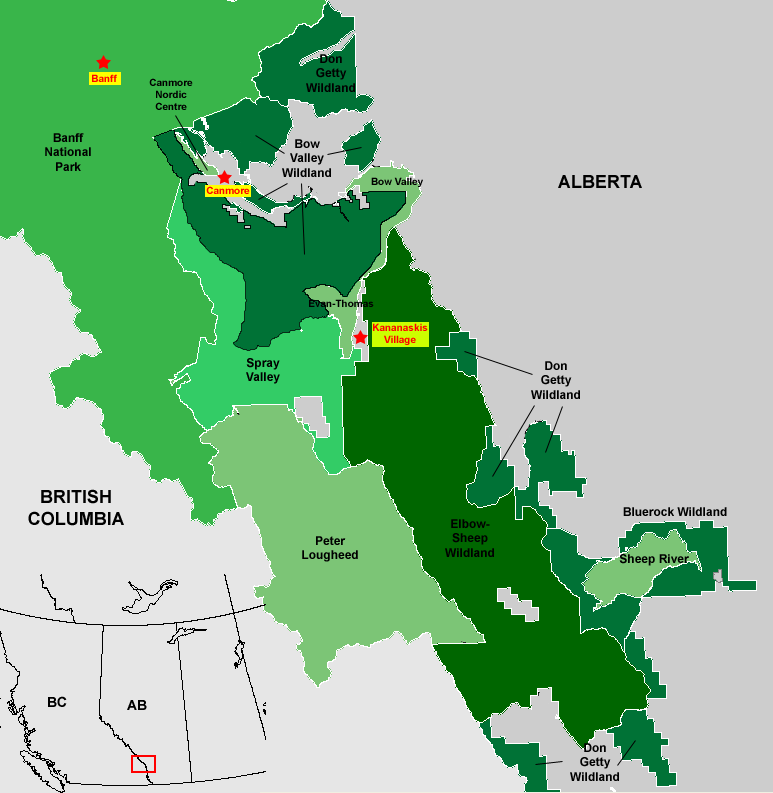
Парки Кананаскис

## Крупнейшие населенные пункты округа
- Кананаскис
- Накиска
- Канмор